# سوپ خیار
سوپ خیار یک سوپ سنتی لهستانی و لیتوانیایی است (لهستانی: (</img> گاهی به سادگی ogórkowa). از خیار شور، ترش و سیب زمینی درست می‌شود. گاهی برنج را جایگزین سیب زمینی می‌کنند.
سوپ خیار نیز هر سوپی است که از خیار به عنوان ماده اولیه استفاده می‌شود و در غذاهای مختلف وجود دارد. دو نوع اصلی سوپ خیار تازه و سوپ خیار شور است.
سوپ مشابهی نیز در روسیه و اوکراین رایج است، جایی که به آن راسولنیک می‌گویند. سوپ دیگری بر پایه خیار در بلغارستان به نام تاراتور وجود دارد که سرد سرو می‌شود.

## سوپ خیار تازه
برخی از سوپ‌های خیار تازه فقط ترکیبی از مواد (خیار، ادویه‌ها، سایر سبزیجات یا میوه‌ها و غیره) هستند که سرد سرو می‌شوند، برخی دیگر پخته می‌شوند، احتمالاً در نوعی آبگوشت، و به صورت گرم یا سرد سرو می‌شوند.

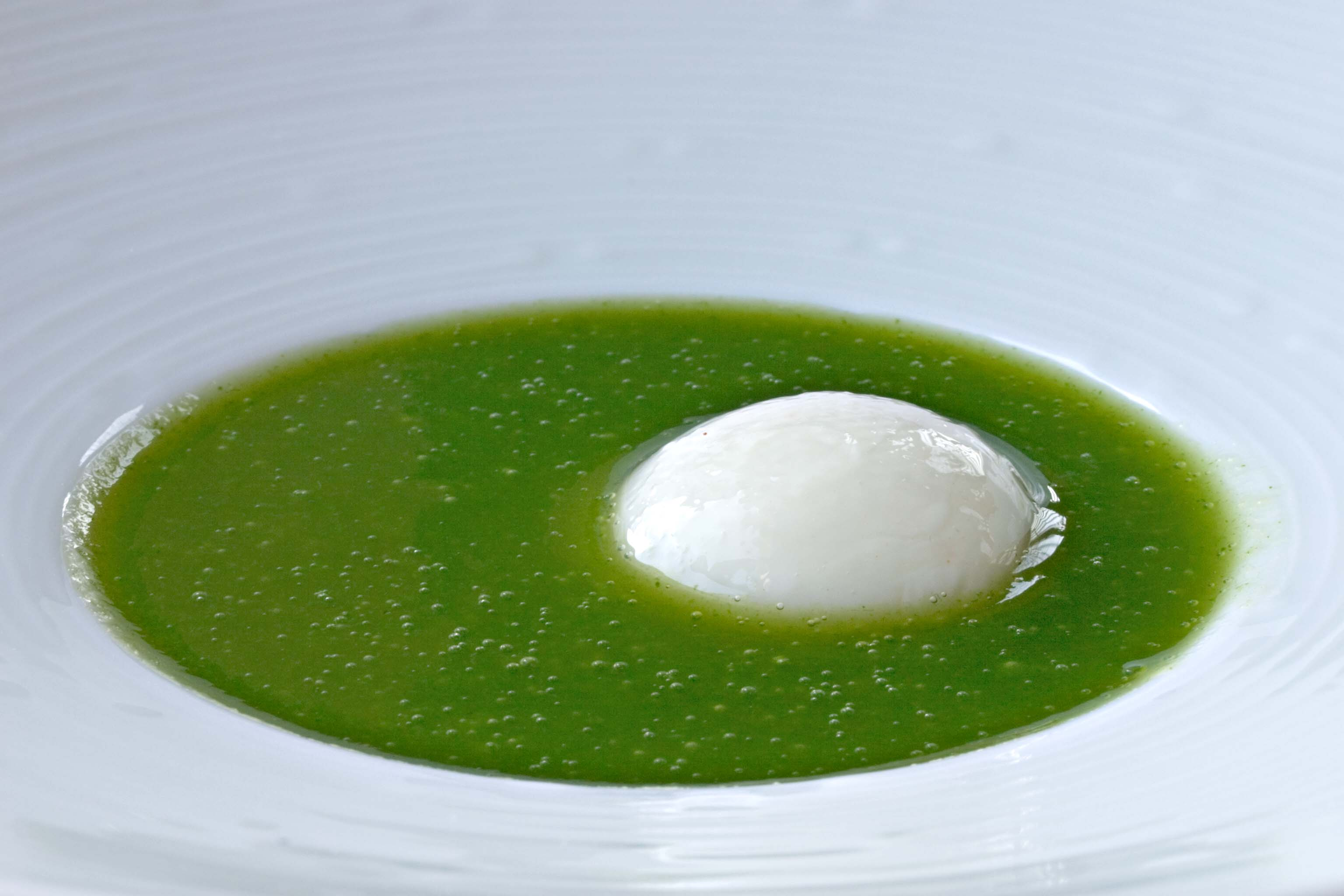
سوپ خیار تازه با نعناع و ماست
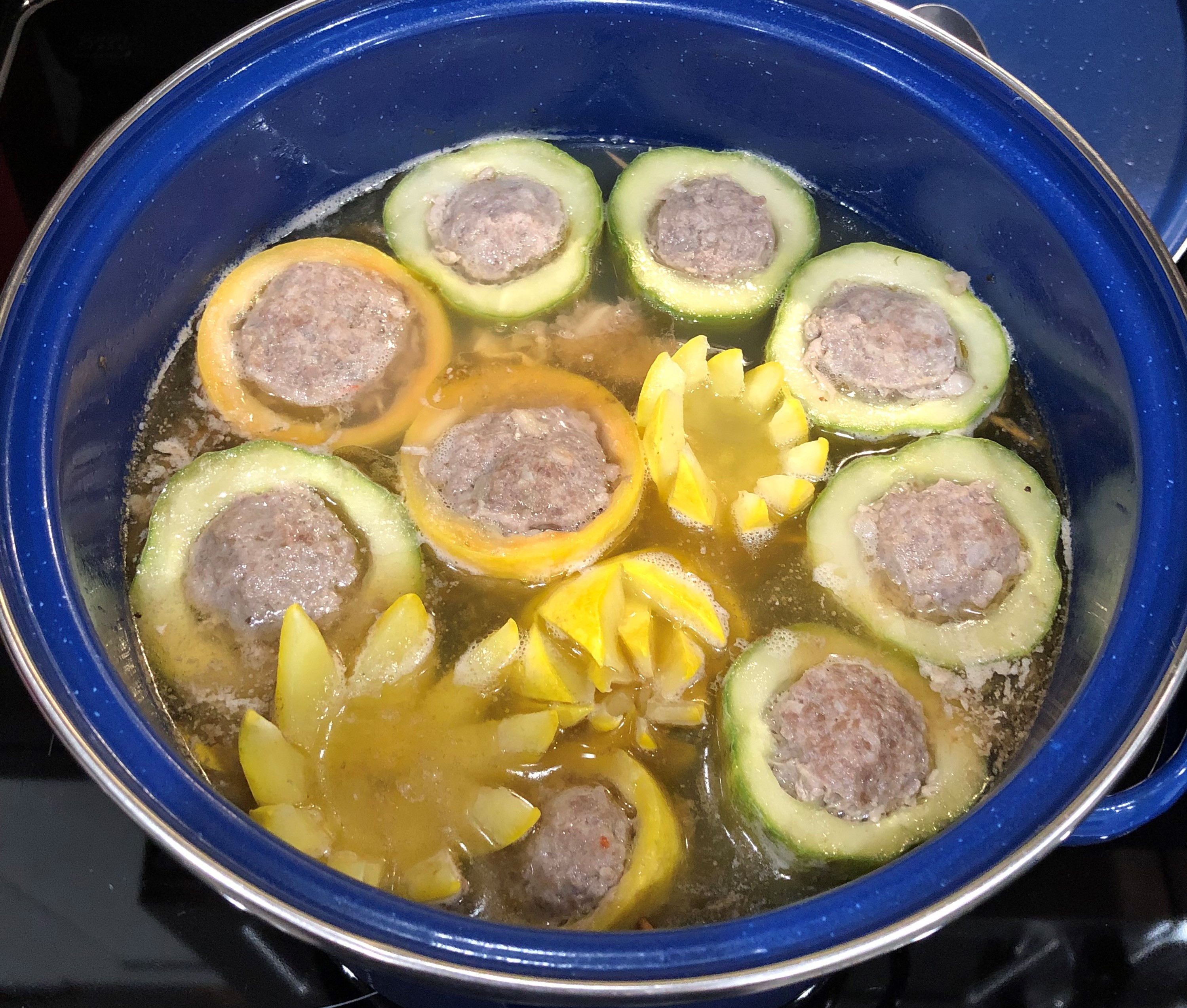
خیار و کدو شکم پر با گوشت خوک در آبگوشت خوک.

## بیشتر خواندن
- Bittman, M. (2010). The Minimalist Cooks Dinner. Potter/TenSpeed/Harmony. pp. 8–9. ISBN 978-0-307-48827-5.

الگو:Soups